# Julio Domínguez
Julio César Domínguez Juárez (Arriaga, 8 novembre 1987) è un calciatore messicano, difensore dell'Atlético San Luis.

## Statistiche

### Cronologia presenze e reti in nazionale
| Cronologia completa delle presenze e delle reti in nazionale ― Messico | Cronologia completa delle presenze e delle reti in nazionale ― Messico | Cronologia completa delle presenze e delle reti in nazionale ― Messico | Cronologia completa delle presenze e delle reti in nazionale ― Messico | Cronologia completa delle presenze e delle reti in nazionale ― Messico | Cronologia completa delle presenze e delle reti in nazionale ― Messico | Cronologia completa delle presenze e delle reti in nazionale ― Messico | Cronologia completa delle presenze e delle reti in nazionale ― Messico |
| Data                                                                   | Città                                                                  | In casa                                                                | Risultato                                                              | Ospiti                                                                 | Competizione                                                           | Reti                                                                   | Note                                                                   |
| ---------------------------------------------------------------------- | ---------------------------------------------------------------------- | ---------------------------------------------------------------------- | ---------------------------------------------------------------------- | ---------------------------------------------------------------------- | ---------------------------------------------------------------------- | ---------------------------------------------------------------------- | ---------------------------------------------------------------------- |
| 23-8-2007                                                              | Commerce City                                                          | Messico                                                                | 0 – 1                                                                  | Colombia                                                               | Amichevole                                                             | -                                                                      |                                                                        |
| 9-9-2007                                                               | Puebla                                                                 | Messico                                                                | 1 – 0                                                                  | Panama                                                                 | Amichevole                                                             | -                                                                      | 46’                                                                    |
| 17-10-2007                                                             | Los Angeles                                                            | Guatemala                                                              | 3 – 2                                                                  | Messico                                                                | Amichevole                                                             | -                                                                      | 46’                                                                    |
| 29-1-2009                                                              | San Francisco                                                          | Messico                                                                | 0 – 1                                                                  | Svezia                                                                 | Amichevole                                                             | -                                                                      | 52’                                                                    |
| 12-3-2009                                                              | Commerce City                                                          | Messico                                                                | 5 – 1                                                                  | Bolivia                                                                | Amichevole                                                             | -                                                                      | 46’                                                                    |
| 10-10-2014                                                             | Tuxtla Gutiérrez                                                       | Messico                                                                | 2 – 0                                                                  | Honduras                                                               | Amichevole                                                             | -                                                                      |                                                                        |
| 12-10-2014                                                             | Santiago de Querétaro                                                  | Messico                                                                | 1 – 0                                                                  | Panama                                                                 | Amichevole                                                             | -                                                                      | 81’                                                                    |
| 18-11-2014                                                             | Barysaŭ                                                                | Bielorussia                                                            | 3 – 2                                                                  | Messico                                                                | Amichevole                                                             | -                                                                      | 89’                                                                    |
| 1-4-2015                                                               | Kansas City                                                            | Messico                                                                | 1 – 0                                                                  | Paraguay                                                               | Amichevole                                                             | -                                                                      | 79’                                                                    |
| 16-4-2015                                                              | San Antonio                                                            | Stati Uniti                                                            | 2 – 0                                                                  | Messico                                                                | Amichevole                                                             | -                                                                      | 46’                                                                    |
| 31-5-2015                                                              | Tuxtla Gutiérrez                                                       | Messico                                                                | 3 – 0                                                                  | Guatemala                                                              | Amichevole                                                             | -                                                                      |                                                                        |
| 3-6-2015                                                               | Lima                                                                   | Perù                                                                   | 1 – 1                                                                  | Messico                                                                | Amichevole                                                             | -                                                                      |                                                                        |
| 7-6-2015                                                               | San Paolo                                                              | Brasile                                                                | 2 – 0                                                                  | Messico                                                                | Amichevole                                                             | -                                                                      |                                                                        |
| 12-6-2015                                                              | Viña del Mar                                                           | Messico                                                                | 0 – 0                                                                  | Bolivia                                                                | Coppa America 2015 - 1º turno                                          | -                                                                      |                                                                        |
| 15-6-2015                                                              | Santiago del Cile                                                      | Cile                                                                   | 3 – 3                                                                  | Messico                                                                | Coppa America 2015 - 1º turno                                          | -                                                                      |                                                                        |
| 18-6-2015                                                              | Rancagua                                                               | Messico                                                                | 1 – 2                                                                  | Ecuador                                                                | Coppa America 2015 - 1º turno                                          | -                                                                      |                                                                        |
| 16-11-2018                                                             | Córdoba                                                                | Argentina                                                              | 2 – 0                                                                  | Messico                                                                | Amichevole                                                             | -                                                                      | 46’                                                                    |
| 20-11-2018                                                             | Mendoza                                                                | Argentina                                                              | 2 – 0                                                                  | Messico                                                                | Amichevole                                                             | -                                                                      | 46’                                                                    |
| 5-9-2021                                                               | San José                                                               | Costa Rica                                                             | 0 – 1                                                                  | Messico                                                                | Qual. Mondiali 2022                                                    | -                                                                      |                                                                        |
| 13-10-2021                                                             | San Salvador                                                           | El Salvador                                                            | 0 – 2                                                                  | Messico                                                                | Qual. Mondiali 2022                                                    | -                                                                      |                                                                        |
| 12-11-2021                                                             | Cincinnati                                                             | Stati Uniti                                                            | 2 – 0                                                                  | Messico                                                                | Qual. Mondiali 2022                                                    | -                                                                      |                                                                        |
| 17-11-2021                                                             | Edmonton                                                               | Canada                                                                 | 2 – 1                                                                  | Messico                                                                | Qual. Mondiali 2022                                                    | -                                                                      |                                                                        |
| 2-2-2022                                                               | Città del Messico                                                      | Messico                                                                | 1 – 0                                                                  | Panama                                                                 | Qual. Mondiali 2022                                                    | -                                                                      | 69’                                                                    |
| 14-6-2022                                                              | Kingston                                                               | Giamaica                                                               | 1 – 1                                                                  | Messico                                                                | CONCACAF Nations League 2022-2023 - 1º turno                           | -                                                                      |                                                                        |
| Totale                                                                 |                                                                        | Presenze                                                               | 24                                                                     |                                                                        | Reti                                                                   | 0                                                                      |                                                                        |

## Palmarès

### Club

#### Competizioni nazionali
- Coppa del Messico: 2

Cruz Azul: Clausura 2013, Apertura 2018
- Supercopa MX: 1

Cruz Azul: 2019

#### Competizioni internazionali
- CONCACAF Champions League: 1

Cruz Azul: 2013-2014
- Leagues Cup: 1

Cruz Azul: 2019